# Gilles Berolatti
Gilles Berolatti, född den 4 maj 1944 i Paris i Frankrike, är en fransk fäktare.
Han tog OS-brons i herrarnas lagtävling i florett i samband med de olympiska fäktningstävlingarna 1972 i München.